# Araneus providens
Araneus providens là một loài nhện trong họ Araneidae.
Loài này thuộc chi Araneus. Araneus providens được Wladislaus Kulczynski miêu tả năm 1911.